# Katherine Ip
Katherine Cheng Ip (葉澄; * 17. September 1995 in San Francisco) ist eine ehemalige Tennisspielerin aus Hongkong.

## Karriere
Ip begann mit sechs Jahren das Tennisspielen und bevorzugt Hartplätze. Sie spielte überwiegend Turniere auf der ITF Women’s World Tennis Tour, wo sie insgesamt je zwei Titel im Einzel und Doppel gewonnen hat.
Bereits 2012 konnte Katherine Ip einen Doppeltitel auf der ITF-Tour gewinnen. 2013 nahm Ip an allen Juniorinnenwettbewerben der vier Grand-Slam-Turniere sowohl im Einzel als auch im Doppel teil, kam aber nie über die zweite Runde hinaus.
2016 nahm sie an ihrem ersten Turnier der WTA Tour teil, als sie eine Wildcard für die Qualifikation zum Dameneinzel und zusammen mit ihrer Partnerin Eudice Chong zum Hauptfeld im Damendoppel der Prudential Hong Kong Tennis Open erhielt. Im Einzel unterlag sie bereits in der ersten Runde Dalila Jakupović mit 3:6 und 1:6. Im Doppel unterlagen IP und Chong der Paarung Nao Hibino und Aleksandrina Najdenowa ebenfalls in der ersten Runde mit 3:6 und 3:6.
2017 nahm Ip an der Sommer-Universiade teil, wo sie im Dameneinzel das Achtelfinale und im Doppel zusammen mit Eudice Chong das Viertelfinale erreichte.
Von 2011 bis 2017 bestritt Ip für die Fed-Cup-Mannschaft von Hongkong in den Jahren 2011, 2013 und 2017 insgesamt 13 Matches, davon sieben Einzel und sechs Doppel, wovon sie fünf Einzel und alle sechs Doppel gewinnen konnte.

### College Tennis
Ip spielte ab 2017 für die Damentennismannschaft der Owls der Rice University. Sie schloss das Studium mit einem GPA von 4,0 ab. Ip war die dritte Spielerin in der Geschichte des Programms, die den All-American-Status erlangte, als sie zwei Matches bei der NCAA Division 1 Tennis Championship gewann. Sie ist externe Vizepräsidentin der Hong Kong Student´s Association. Sie organisiert Veranstaltungen und verwaltet das Budget der Hong Kong Student Association.

## Turniersiege

### Einzel
| Nr. | Datum            | Turnier   | Kategorie   | Belag     | Finalgegnerin       | Ergebnis      |
| --- | ---------------- | --------- | ----------- | --------- | ------------------- | ------------- |
| 1.  | 2. Dezember 2012 | Kalkutta  | ITF $10.000 | Hartplatz | Rishika Sunkara     | 2:6, 6:3, 6:3 |
| 2.  | 25. August 2013  | Neu-Delhi | ITF $10.000 | Hartplatz | Shweta Chandra Rana | 6:3, 6:3      |

### Doppel
| Nr. | Datum         | Turnier  | Kategorie   | Belag     | Partnerin     | Finalgegnerinnen                | Ergebnis |
| --- | ------------- | -------- | ----------- | --------- | ------------- | ------------------------------- | -------- |
| 1.  | 9. Juli 2016  | Gimcheon | ITF $10.000 | Hartplatz | Jessy Rompies | Kim Hae-sung Kim Mi-ok          | 6:3, 6:3 |
| 2.  | 16. Juli 2016 | Hongkong | ITF $10.000 | Hartplatz | Eudice Chong  | Alexandra Bozovic Kaylah McPhee | 6:2, 6:2 |